# Teluk Rampah
Teluk Rampah is een bestuurslaag in het regentschap Labuhan Batu Selatan van de provincie Noord-Sumatra, Indonesië. Teluk Rampah telt 1203 inwoners (volkstelling 2010).